# Ozinki járás

Az Ozinki járás a Szaratovi területen

Az Ozinki járás (oroszul Озинский муниципальный район) Oroszország egyik járása a Szaratovi területen. Székhelye Ozinki.

## Népesség
- 1989-ben 26 603 lakosa volt.
- 2002-ben 23 568 lakosa volt, akik főleg oroszok, ukránok, kazahok (28%), kurdok, tatárok és baskírok.
- 2010-ben 19 147 lakosa volt, melyből 12 482 orosz, 3 394 kazah, 1 241 kurd, 435 ukrán, 377 tatár, 133 fehérorosz, 122 baskír, 93 moldáv, 88 csuvas, 72 azeri, 56 dargin stb.